# ベルゲランサス属
ベルゲランサス属（ベルゲランサスぞく、学：Bergeranthus）は、ハマミズナ科に含まれる属の一つ。通称、三時草と呼ばれる。ベルゲランタス、ベルゲランツスとも呼ばれる。

## 概要
南アフリカ共和国のケープ州に自生する匍匐性の多肉植物である。葉はマツバギク、リビングストンデージーに似るが、先端が尖り、多肉質で密生する。この葉は断面が三角形をしている。葉は密生するため茎は目立たない。花は三時ごろに咲き始めて頭状花序、花色は橙色、黄色、白色であり、舌状花はやや光沢を持って薄い。花は暗所では閉じ、明るい場所では開く。花はある程度の期間（大体１週間）開閉を繰り返した後、寿命が終わって萎む。ある程度成長すると茎の基部は木質化する。

## 栽培方法
晩秋～春にかけてが生育期である。多肉植物の中では極めて剛健な性質を示し、関東地方以西の200m未満の低地では地植え栽培ができる。ただし、寒冷紗で遮光や雨除けをした方が美しく育つ。ただしマツバギクの様に成長速度は速くなく、横に大きくは広がらないので植える間隔などは注意する必要がある。夏は地面に密接して成長し、葉は柔らかいのでダンゴムシやナメクジ等の食害や、株元の蒸れによって株の内部が傷んで萎れたりしやすいので定期的な剪定が必須である。葉挿しはできないが、発根能力は非常に高いので秋や春頃であれば、地面に適当に挿していても発根し繁殖が可能である。鉢植えの場合、葉が乾燥で萎れだしたら水をたっぷり与える。地植えの場合は灌水は不必要。

## 名称について

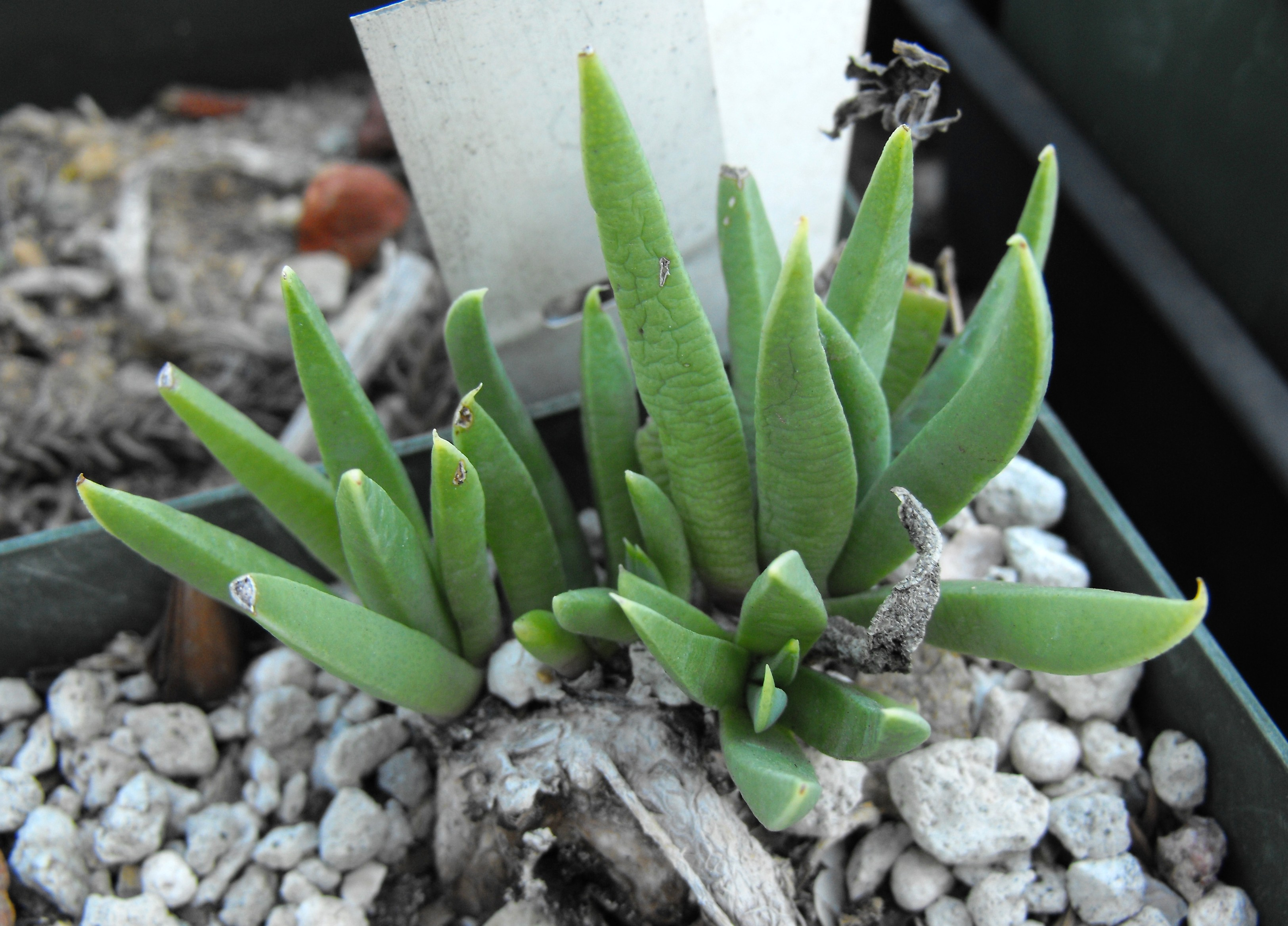
葉は三角形。

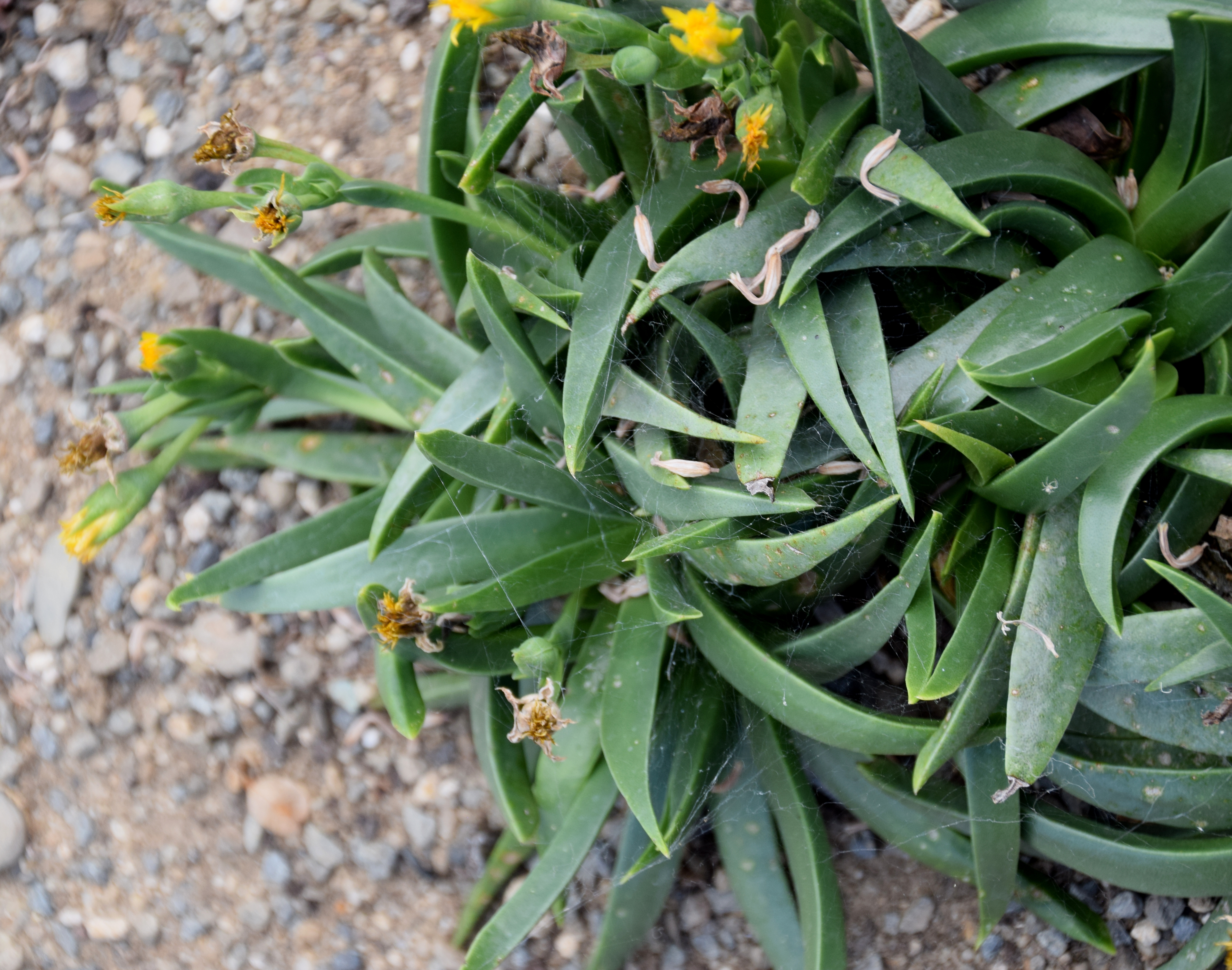
葉は密生する。

属名Bergeranthusの由来は、ドイツの植物学者のアルヴィン・ベルガーとラテン語のAnthos（花）の合成語である。これを和訳すると「ベルガーの花」という意味になる。

## 下位分類
ベルゲランサス属は20種類程度が認められる。

### 和名のある種
- 瀬波【せなみ】

　（Bergeranthus jamesii）
- 大群波【だいぐんぱ】

　（Bergeranthus vespertinus）
- 照波【てるなみ】　※斑入りの種は照波曙と呼ばれる

　（Bergeranthus multiceps）
- 翠鉾【みどりぼこ】

　（Bergeranthus scapige）

### その他の種
- Bergeranthus albomarginatus A.P.Dold & S.A.Hammer
- Bergeranthus concavus L.Bolus
- Bergeranthus longisepalus L.Bolus
- Bergeranthus nanus A.P.Dold & S.A.Hammer